# George Takei
George Hosato Takei (született Hosato Takei) (Los Angeles, Kalifornia, 1937. április 20. –) amerikai színész, rendező, szerző és aktivista. Leginkább a Star Trek eredeti sorozatából ismert, ahol az USS Enterprise kormányosát, Hikaru Sulu hadnagyot alakította. Suluként visszatért az első hat Star Trek-filmben és a Star Trek: Voyager egyik epizódjában is.
Facebook-oldala 2011-es csatlakozása óta több mint tízmillió követőre tett szert, főleg humora miatt népszerű. Takei aktívan küzd az LMBTQ közösség jogaiért. Számos díjat kapott az emberi jogok érdekében, valamint a japán-amerikai kapcsolatok terén kifejtett tevékenységéért. Szerepe az Allegiance című Broadway-musicalben – melyet saját, a japán-amerikaiak számára létrehozott koncentrációs táborban töltött gyermekévei ihlettek – teret biztosított neki ahhoz, hogy felszólaljon a kormány bevándorlásellenes retorikája ellen.

## Gyerekkora
Hosato Takei néven született Los Angelesben, 1937. április 20-án, japán származású amerikai szülőktől. Édesanyja Fumiko Emily, született Nakamura, aki a kaliforniai Sacramentóban született, édesapja Takekuma Norman Takei, a japán Jamanasi prefektúrából, aki ingatlannal foglalkozik. Angol keresztnevét, a George-ot apja választotta neki VI. György brit király után, akinek koronázása 1937-ben nem sokkal Takei születése után történt. 1942-ben a Takei családot lóistállókból átalakított lakóházba kényszerítették a Santa Anita Parkban, majd a rohweri internálótáborba küldték őket, az Arkansas állambeli Rohwerbe, ahová számos japán származású amerikait internáltak a második világháború idején. A családot később áthelyezték a kaliforniai Tule Lake-i internálótáborba.
Takei számos rokona Japánban élt a világháború alatt. Hirosimában élő nagynénje és csecsemő unokatestvére meghaltak Hirosima és Nagaszaki bombázása során. „Nagynéném és csecsemő unokatestvérem megégett testére egy gödörben találtak rá Hirosimában”. A háború végén Takei és családja visszatértek Los Angelesbe. A Mount Vernon-i Középiskolába, majd a Los Angeles-i Középiskolába járt, és a Kojaszan Buddhista Templom 379-es cserkészcsapatának tagja volt
Érettségi után a Berkeleyn tanult építészetet, majd a UCLA-n színművészetet; az alapképzést 1960-ban, a mesterképzést 1964-ben végezte el. Járt emellett a Shakespeare Intézetbe Stratford-upon-Avonban és a Sophia Egyetemre Tokióban. Hollywoodban a Desilunál tanult színészetet.

## Pályája

### A kezdetek
Takei hollywoodi karrierje az 1950-es évek végén kezdődött; a Godzilla Raids Again című japán film több szereplőjének angol szinkronhangjaként. „Volt egy szó, aminek nagyon nehéz volt találni olyan angol fordítást, ami illik a szájmozgáshoz is. A japán szó a bakarajo volt, ami ostoba bolondot jelent.” Takei visszaemlékezése szerint a rendező a „banana oil”, banánolaj szó mellett döntött. Ezután szerepelt a Playhouse 90 televíziós sorozatban, valamint a Perry Mason „The Case of the Blushing Pearls” című epizódjában. A Hawaiian Eye harmadik évadának ötödik epizódjában Thomas Jefferson Chu szerepét játszotta. Eredetileg ő játszotta George-ot a Fly Blackbird! musicalben, de mikor az előadások Los Angelesből a Broadwayre költöztek, a nyugati parti színészeket újabb meghallgatásra kötelezték, és a szerepet William Sugihara kapta. Sugiharának végül le kellett mondania a szerepről és az utolsó előadásokon ismét Takei alakította a szerepet.
Takei ezek után több híres színésszel is szerepelt együtt, többek között Frank Sinatrával a Never So Few, Richard Burtonnel az Ice Palace, Jeffrey Hunterral a Hell to Eternity, Alec Guinnessszel az A Majority of One, James Caannal a Red Line 7000 és Cary Granttel a Walk, Don't Run című filmben. 1964-ben főszerepet játszott a The Encounter című The Twilight Zone-epizódban; egy olyan embert alakított, akinek apja áruló volt és jeleket adott a japán pilótáknak Pearl Harbor bombázása alatt.
Vendégszerepelt a Mission: Impossible egyik epizódjában, a sorozat első, 1966-os évadában. Szerepelt két Jerry Lewis-vígjátékban, a The Big Mouth és a Which Way to the Front? címűekben. 1969-ben ő volt a narrátora a The Japanese Sword as the Soul of the Samurai dokumentumfilmnek.

### Star Trek

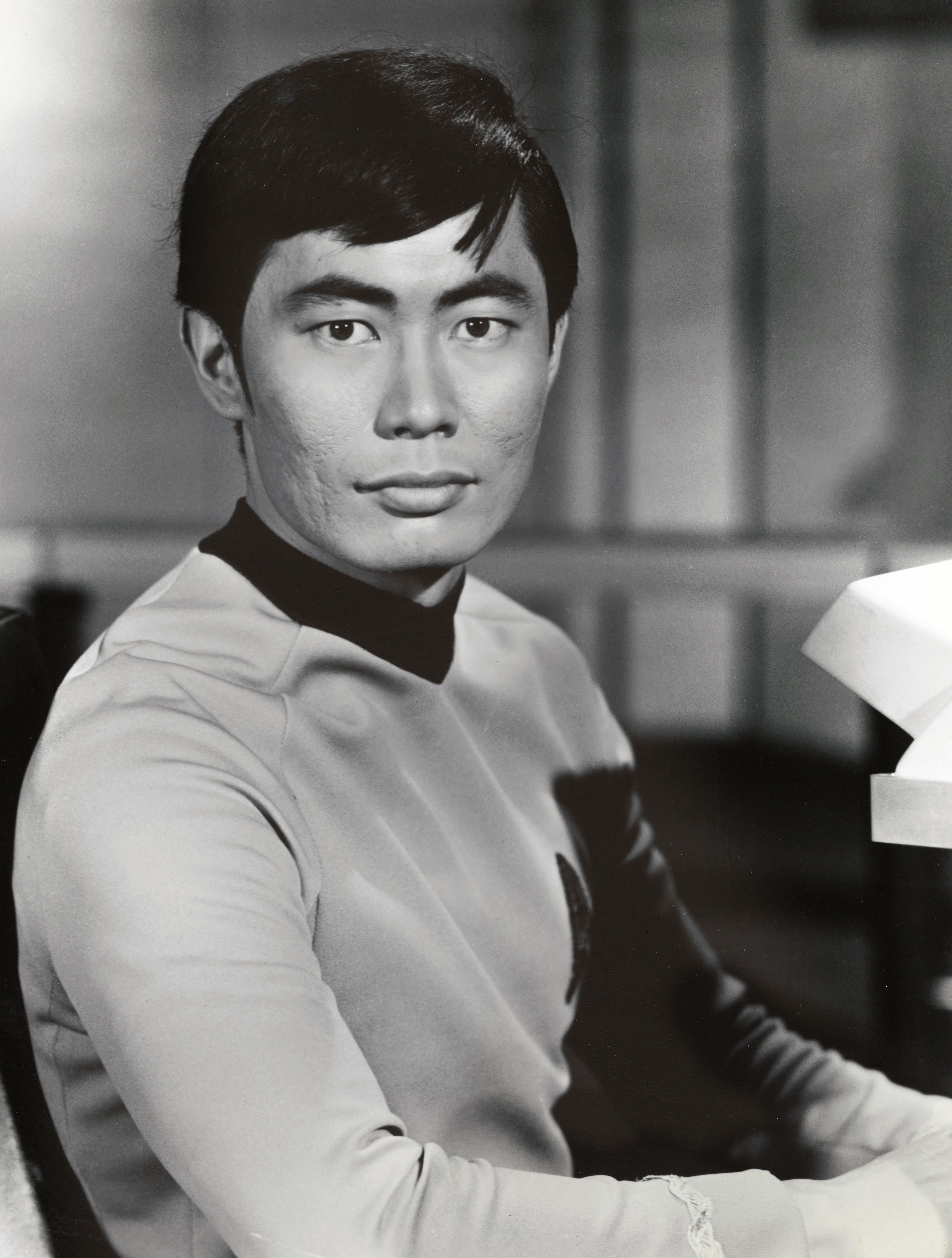
Takei Hikaru Sulu hadnagy szerepében

1965-ben Gene Roddenberry producer Takeire osztotta Hikaru Sulu hadnagy szerepét az akkor induló Star Trek második nyitóepizódjában. Korábban a tudományos tiszt szerepét osztották rá az első nyitóepizódban, melyben Jeffrey Hunter alakította Christopher Pike-ot, a USS Enterprise kapitányát. Az induló sorozatban végül William Shatner lett az űrhajó kapitánya, James T. Kirk, Takei pedig a kormányos, Sulu hadnagy szerepét kapta. Az eredeti tervek szerint Sulu a második évadtól kezdve fontosabb szerepet kapott volna, Takeit azonban lefoglalta, hogy Nim kapitányt, a dél-vietnami hadsereg tisztjét alakította a The Green Beretsben, így kevés időt tölthetett a Star Trek forgatásával, és az évad epizódjainak csak a felében szerepelt. A többi epizódban a Pavel Csekovot alakító Walter Koenig lépett a helyébe. Mikor Takei visszatért, a két színésznek közös öltözője volt, és csak egy forgatókönyvet kaptak. Takei egy interjúban bevallotta, hogy eredetileg fenyegetve érezte magát Koenig jelenlététől, később azonban összebarátkoztak, és a két tiszt képe, amint a hajó kormányánál ülnek, a sorozat egyik ikonikus képe lett.
Takei azóta számos tévé- és mozifilmben szerepelt. 1973-74 között Sulu hangját adta a Star Trek: The Animated Series rajzfilmsorozatban, és a mai napig rendszeresen jár sci-fi rajongói találkozókra világszerte. Több számítógépes játékhoz adta a hangját, köztük a Star Trek-univerzumban játszódó játékokhoz is. 1996-ban, a Star Trek indulásának 30. évfordulóján ismét Sulu kapitányt alakította a Star Trek: Voyager egyik epizódjában; a történet szerint Tuvok hadnagy emlékeiben jelent meg (a hadnagy Sulu alatt szolgált a USS Excelsioron a hatodik mozifilm eseményei idején).

## Fordítás
- Ez a szócikk részben vagy egészben  a   George Takei című angol Wikipédia-szócikk ezen változatának fordításán alapul.  Az eredeti cikk szerkesztőit annak laptörténete sorolja fel. Ez a jelzés csupán a megfogalmazás eredetét és a szerzői jogokat jelzi, nem szolgál a cikkben szereplő információk forrásmegjelöléseként.